# Cirsotrema ernestoilaoi
Cirsotrema ernestoilaoi is een slakkensoort uit de familie van de Epitoniidae. De wetenschappelijke naam van de soort is voor het eerst geldig gepubliceerd in 2001 door Garcia E..